# مایک بنت
مایک بنت (انگلیسی: Mike Bennett؛ زادهٔ ۱۶ مهٔ ۱۹۸۵) کشتی‌گیر کشتی حرفه‌ای اهل ایالات متحده آمریکا است.